# Hyperolius pickersgilli
Hyperolius pickersgilli é uma espécie de anfíbio anuro da família Hyperoliidae. É considerada criticamente em perigo pela Lista Vermelha da UICN. Está presente em África do Sul.